# Peridontodesmus medius
Peridontodesmus medius är en mångfotingart som beskrevs av Chamberlin 1943. Peridontodesmus medius ingår i släktet Peridontodesmus och familjen Cryptodesmidae. Inga underarter finns listade i Catalogue of Life.